# Burckhard Bardili

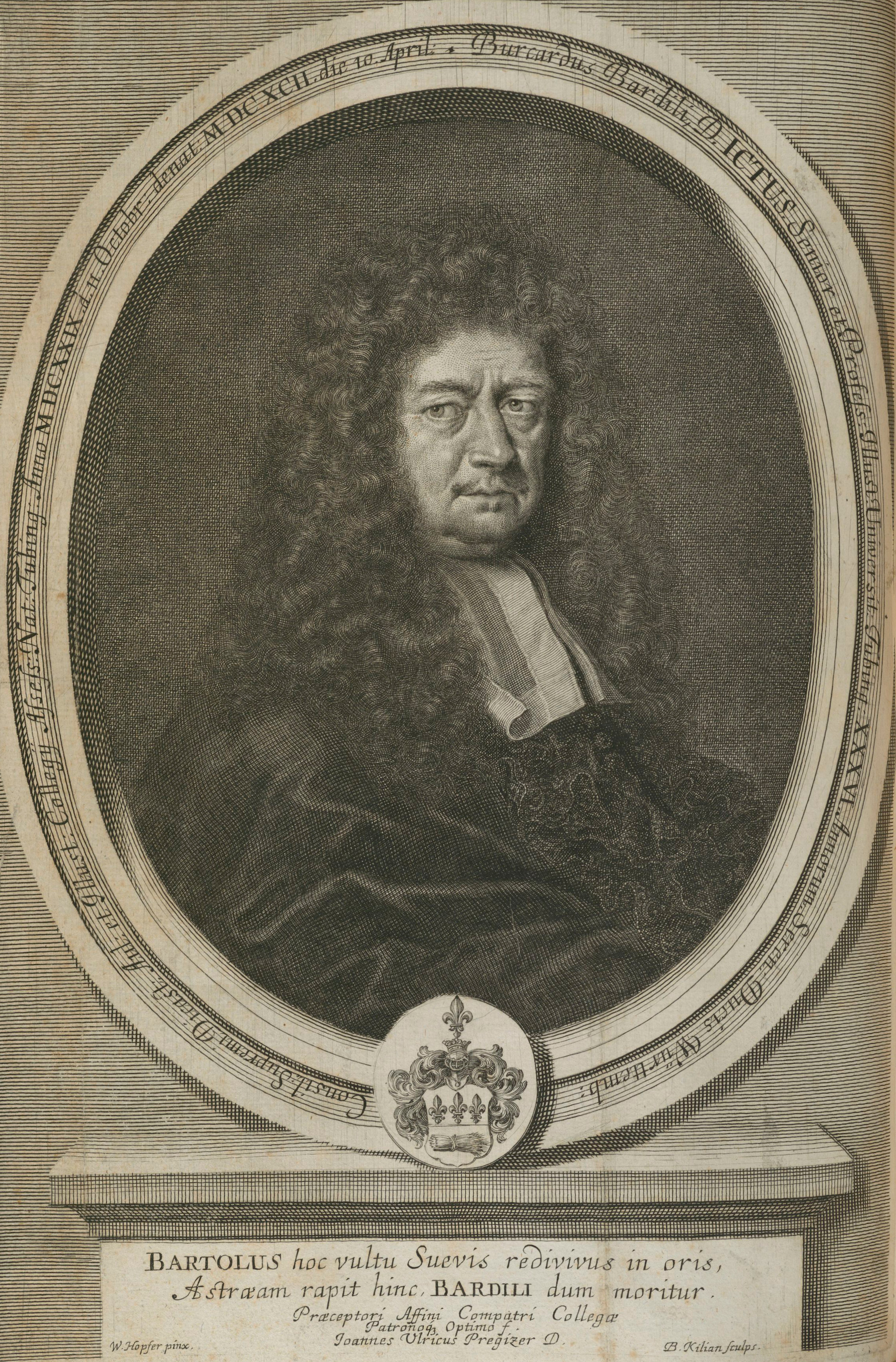
Burckhard Bardili

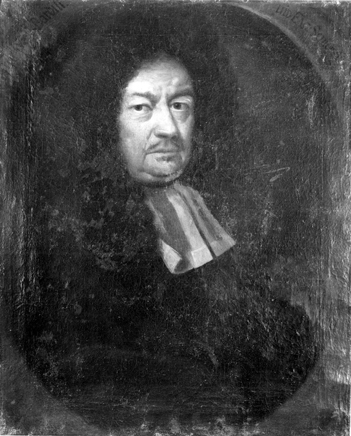
Burckhard Bardili auf einem Ölgemälde von Conrad Melperger, Bestand der Tübinger Professorengalerie

Burckhard Bardili (* 11. oder 12. Oktober 1629 in Tübingen; † 10. April 1692 ebenda) war ein deutscher Rechtswissenschaftler und Hochschullehrer. 

## Leben
Burckhard Bardili war das vierte Kind des Medizinprofessors Carl Bardili (1600–1647) und seiner Ehefrau Regina geb. Burckhardt (1599–1669). Burckhard Bardili studierte Rechtswissenschaften an der Universität Tübingen und wurde dort zum Professor der Rechte berufen. 1680/1681 war Burckhard Bardili Rektor der Universität.
Am 15. August 1653 heiratete Burckhard Bardili in Tübingen mit Justina Eckher, einer Tochter des Magisters Johann Philipp Eckher. Aus dieser Ehe gingen insgesamt vierzehn Kinder hervor. Das zehnte Kind dieser Ehe, Wilhelm Ludwig Bardili, wurde Bürgermeister von Heilbronn.
Kinder aus der Ehe Burckhard Bardili ⚭ Justina Eckher
1. Justina, ⚭ Gottlieb Majer (Crusianus), Dr. jur., Professor an der Universität Tübingen
2. Sabina Regina, ⚭ Johann Isaac Andler, Closterverwalter zu Bebenhausen
3. Christina Dorothea, I. ⚭ Benedict Hopffer, Professor zu Tübingen. II. ⚭ Johann Zeller, Dr. med., Professor und fürstlich Oetting’scher Leibarzt
4. Maria Magdalena, ⚭ Ludwig Michael Hirschmann, Kammerrat
5. Maria ⚭ Samuel Hoser, Rentkammer-Expeditionsrat, Doktor der Rechte
6. Burckhard * 1658, Herzoglich Württembergischer Oberrat ⚭ Tochter des Bürgermeisters von Biberach, Georg von Gaupp
7. Johann Philipp, Klosterverwalter zu Maulbronn, Expetitionsrat ⚭ Maria Catharina, geb. Mayer
8. Heinrich, * 1666, Lieutenant im Herzoglich Württembergischen Leibregiment zu Pferd, gefallen bei Heilbronn durch eine französische Kanonenkugel 1693 im Mai
9. Wilhelm Ludwig, * 1668, des inneren Rats- und Bürgermeister zu Heilbronn
10. Carl, * 1669, Pfarrer zu Untertürkheim ⚭ Johanna Juditha, Tochter des Probst und Generalsuperintendenten zu Denkendorf, Johann Friedrich Hochstetter
11. Felix Wilhelm, * 1670, Pfleger zu Vayhingen ⚭ Clara, Tochter des Superintendenten und Predigers zu Wertheim M. Frötsch[1]

Brüder von Burckhard Bardili und ihre Ehefrauen
1. Georg Conrad Bardili, * 1626 – † 1700, Med. Dr. und Closter-Arzt zu Tübingen und Bebenhausen ⚭ Catharina Barbara, des Bürgermeisters von Cannstatt, Christoph Kälblin, Tochter
2. Johann Joachim Bardili, * 1633 – † 1705, Prälat zu Blaubeuren, ⚭ Anna Catharina, Tochter des M. und Pfarrers zu Gültstein Graeter. Ein Enkel Bardilis namens Carl Bardili starb als Herzoglich Württembergischer Feldprediger in Brabant
3. Andreas Bardili, * 1638 – † 1700, J. U. Dr., Herzoglich Württembergischer Konsistorialdirektor und Oberrat. Seine ⚭ I. Gattin war Anna Catharina, des Bürgermeisters von Tübingen Erhard Wild, Tochter; die ⚭ II. Ursula Dorothea, Tochter des Bürgermeisters von Esslingen Johann Philipp Weickersreutter
4. Carl Bardili * 1641 – † 1711, Med. Dr. Stadt- und Land-Arzt in Göppingen, ⚭ I. Christina, des J. U. Dr. und Syndicus von Reutlingen Johann Wendel Kurrer, Tochter; ⚭ II. mit Helene Cordula, geb. Faber

Die Daten sind aus dem Werk: Biographisch-Genealogische Blätter aus und über Schwaben, verfasst von Eberhard v. Georgigi-Georgenau. Sie wurden in der dort verwendeten Schreibweise und Formulierung übernommen, lediglich folgende Symbole ⚭, *, †, wurden hier ergänzend im Fließtext eingepflegt.